# Dick LeBeau
Charles Richard „Dick“ LeBeau (* 9. September 1937 in London, Ohio) ist ein US-amerikanischer American-Football-Trainer. Nach einer erfolgreichen Karriere als Spieler in der National Football League (NFL) ist er seit 1973 Trainer bei verschiedenen NFL-Teams, zuletzt als Defensive Coordinator der Tennessee Titans.

## Karriere

### Spieler
Nach der High School spielte LeBeau für die Ohio State Buckeyes der Ohio State University sowohl in der Defense als auch in der Offense, auf den Positionen Cornerback und Halfback.
1959 wurde er in der 5. Runde des NFL Drafts von den Cleveland Browns ausgewählt, wechselte jedoch noch im gleichen Jahr als Free Agent zu den Detroit Lions, wo er bis 1972 seine gesamte NFL-Spielerkarriere verbrachte. Er bestritt in dieser Zeit 185 Spiele, davon 171 in Folge, was bis heute (August 2013) NFL-Rekord für Cornerbacks ist. Während seiner Spielerlaufbahn nahm er dreimal am Pro Bowl teil.
2010 wurde Dick LeBeau in die Pro Football Hall of Fame aufgenommen.

### Trainer
Bereits 1973, ein Jahr nach Ende seiner Spielerkarriere, begann Dick LeBeau seine Trainerlaufbahn.
Seine Stationen als Trainer waren:
- 1973–1975: Philadelphia Eagles (Assistenztrainer, Special Teams)
- 1976–1979: Green Bay Packers (Assistenztrainer, Defensive Backs)
- 1980–1983: Cincinnati Bengals (Assistenztrainer, Defensive Backs)
- 1984–1991: Cincinnati Bengals (Defensive Coordinator)
- 1992–1994: Pittsburgh Steelers (Assistenztrainer, Defensive Backs)
- 1995–1996: Pittsburgh Steelers (Defensive Coordinator)
- 1997–2000: Cincinnati Bengals (Defensive Coordinator und Assistant Head Coach)
- 2000–2002: Cincinnati Bengals (Head Coach)
- 2003: Buffalo Bills (Assistant Head Coach)
- 2004–2014: Pittsburgh Steelers (Defensive Coordinator)
- 2015–2017: Tennessee Titans (Assistant Head Coach)

Als Defensive Coordinator der Cincinnati Bengals entwickelte Dick LeBeau Ende der 1980er Jahre den Zone Blitz, eine Strategie der Defense, die er in den 1990er Jahren in Pittsburgh perfektionierte und welche die Defense der Steelers zu einer der besten in der NFL machte. Auch die großen Erfolge der Steelers nach 2000 (Sieger im Super Bowl XL und Super Bowl XLIII, Meister der AFC 2010) werden vielfach auf ihn und seine Arbeit zurückgeführt.
2008 wurde LeBeau vom US-amerikanischen Sportjournal The Sporting News zum Defensive Coordinator of the Year gewählt.

“Dick LeBeau is arguably the best ever to coach defense. … He has done it on such a consistent basis over a long period of time.”

Nach der Saison 2014 gaben die Steelers bekannt, dass LeBeau nicht weiter für das Team arbeiten werde. LeBeau betonte jedoch, nur zurückgetreten zu sein, jedoch nicht in den Ruhestand treten zu wollen. Kurze Zeit später wurde er von den Tennessee Titans als Assistant Head Coach (Defense) eingestellt. Hier war er bis zur NFL-Saison 2017 angestellt.

## Privat
Dick LeBeau ist verheiratet, er und seine Frau Nancy haben einen gemeinsamen Sohn. Vier weitere Kinder entstammen einer ersten Ehe.